# سماق سام متجذر
السماق السام المتجذر (الاسم العلمي:Toxicodendron radicans) هو نوع من النباتات يتبع جنس السماق السام من الفصيلة البطمية.
نبات اللبلاب السام نوع من النباتات المتسلقة الضارة ويصل ارتفاع هذا النبات إلى حوالي7 أقدام ولهذا النبات السام أوراق حمراء اللون في أوائل الربيع وفي أواخر هذا الفصل تصبح خضراء زاهية أمّا في الخريف فيكون لون الأوراق أحمر مائل للبرتقالي. تتكون كل ورقة من ثلاث وريقات محزوزة إلى حدٍّ ما عند الأطراف وعلى جانبي الورقة تقف وريقتان متقابلتان بينما تكون الوريقة الثالثة منفردة عند طرف الساق.
يحمل النبات بعض الأزهار الصغيرة المائلة إلى الخضرة في باقات متصلة بالساق الرئيسية.
كما أن هذا النبات يسبب الحكاك الشديد الذي لا ينتهي إلا بوجود الدواء المناسب له، فيجب لبس القفازات لكي تستطيع لمس هذا النبات السام.
اللبلاب السام ينمو في أنحاء كثيرة من أمريكا الشمالية، بما في ذلك المقاطعات الكندية البحرية، كويبك، أونتاريو، مانيتوبا، وجميع الدول الولايات المتحدة إلى الشرق من جبال روكي، وكذلك في المناطق الجبلية في المكسيك يصل إلى حوالي 1,500 متر (4,900 قدم)، إنها تنمو في مجموعة متنوّعة واسعة من أنواع التربة، ودرجة حموضة التربة من 6.0 (حمضية) إلى 7.9 (متوسطة القلوية). أنها ليست حساسة بشكل خاص للرطوبة التربة، على الرغم من أنها لا تنمو في الصحراء أو الظروف القاحلة. ويمكن أن تنمو في المناطق الخاضعة للفيضانات الموسمية أو المياه المالحة.
وهو أكثر شيوعا الآن مما كانت عليه عندما وصل أول الأوروبيين في أمريكا الشمالية. تطوير العقارات المجاورة لالبرية، الأراضي غير المطورة والتي تولدت «آثار الحافة،» تمكين اللبلاب السام لتشكيل واسعة، والمستعمرات الخصبة في هذه المجالات. يتم سرد بأنها الأعشاب الضارة في ولايات أمريكية من ولاية مينيسوتا وميشيغان، ومقاطعة أونتاريو الكندية.
خارج أمريكا الشمالية، تم العثور على اللبلاب السام أيضا في الأجزاء المعتدلة من آسيا، في اليابان، وتايوان، وجزر سخالين الروسية وجزر كوريل، وأجزاء من الصين.
يمكن للنباتات تنمو شجيرة يصل إلى حوالي 1.2 متر (3.9 قدم) طويل القامة، باعتبارها الأرضي 10-25 سم (3,9-9,8 في) عالية، أو مثل كرمة التسلّق على دعامات مختلفة. الكروم أقدم على دعامات كبيرة ترسل الفروع الجانبية التي قد يكون مخطئا لأطرافه شجرة لأول وهلة.

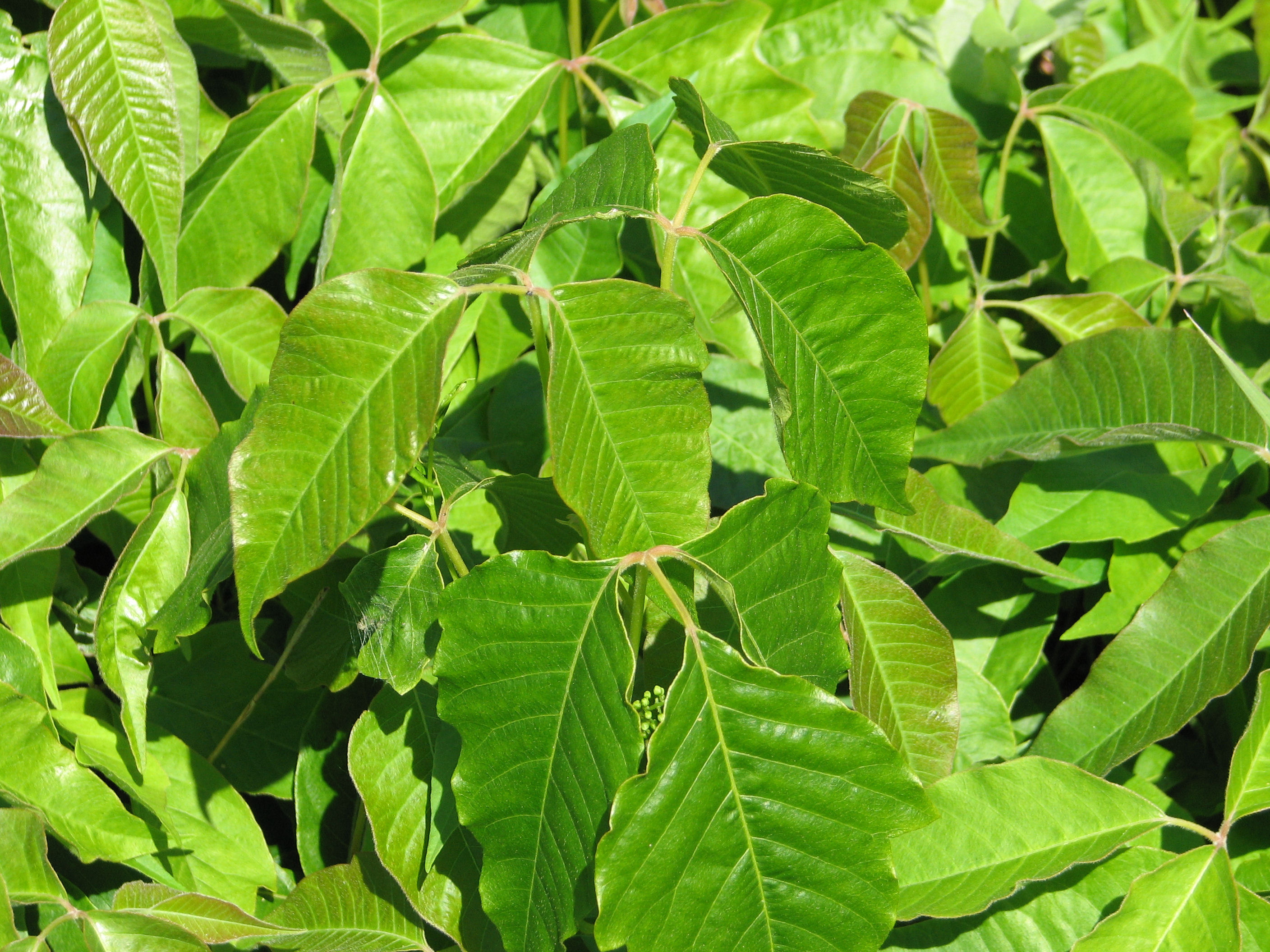
نبات اللبلاب السام

## علاج طفح اللبلاب السام
لتخفيف الأعراض الموافقة لطفح اللبلاب السام:
• إغسل بشرتك بسرعة: فنزع راتنج اللبلاب السام عن بشرتك بالصابون مباشرة بعد التعرض للنبتة قد يمنع تحسس البشرة. إحرص على غسل الجلد تحت أظفارك. لا تستحم لأن الاستحمام قد ينشر الراتنج في أنحاء أخرى في جسمك.
• حاول أن تتجنّب الخدش: عند تفشي الطفح، تستطيع المنتجات الشائعة، مثل كريمات الكورتيكوستيرويد، ومحلول الكالامين، والكريمات المحتوية على المنتول، أن تساعد على تخفيف الحكاك.
• تبريد الحكة: ضع كمادات باردة ورطبة على الطفح لمدة 15 إلى 30 دقيقة مرات عدة يوميا. قد يفيد أيضا نقع البشرة في مغطس من الماء البارد ممزوج بصودا الخبز (نصف كوب إلى كوب) أو الشوفان شبه الغروي Aveeno .
• إعمل على منع الالتهاب: حاول تغطية البثور المفتوحة بقطعة شاش معقمة.
• جرب مضادات الهيستامين ليلاً: فحبوب مضادات الهيستامين قد تساعدك على النوم بشكل أفضل في الليل.

## فاكهة اللبلاب السام
شجرة صغيرة ودائمة الخضرة، وتزايد إلى طويل القامة (~ 32 قدما) 10-12M، مع الجذع، وغالبا ما تكون قصيرة غير منتظمة الشكل. ويتم ترتيب حلزونيا Theleaves، مصنوع من الجلد بمادة، الإهليلجية إلى obovate، طويل 4-22 سم واسعة 2-15 سم، مع هامش على نحو سلس. ويتم إنتاج الزهور في عنقود زهري أو عذق تصل إلى 26 سم، كل زهرة صغيرة، باللون الأخضر في البداية ثم تحول ضارب إلى الحمرة، مع خمس بتلات، نحيل حاد 7-15 مم طويل. وأكبر شجرة الكاجو في العالم تغطي مساحة نحو 7500 متر مربع (81000 قدم مربعة).
ثمرة شجرة الكاجو هو ثمرة التبعية (التي تسمى أحيانا pseudocarp أو فاكهة كاذبة). ما يبدو أن الفاكهة على شكل ساحة بيضاوية أو على شكل الكمثّرى، وهو hypocarpium، التي تطور من thepedicel وعاء من الزهور الكاجو. يسمى الكاجو تفاحة، والمعروف في أمريكا الوسطى بأنها «مارانيون»، فإنه ينضج في هيكل الصفراء و / أو أحمر حول 5-11 سم طويلة. هو صالح للأكل، ويحتوي على «الحلو» قوي الرائحة والطعم الحلو. اللب من التفاح الكاجو هو غض للغاية، ولكن الجلد يكون هشّا، مما يجعلها غير صالحة للنقل. في أمريكا اللاتينية، يتم تناول مشروب الفاكهة من لب تفاحة الكاجو الذي له طعم ونكهة منعشة جدا الاستوائية التي يمكن وصفها بأنها وجود ملاحظات من الفلفل الخام والمانجو، والأخضر، ومجرد لمحة بسيطة عن الجريب فروت مثل الحمضيات.
الثمرة الحقيقية لشجرة الكاجو هو الكلى أو الملاكمة، قفاز النوي الشكل الذي ينمو في نهاية تفاحة الكاجو. والنوي يتطور أولا على شجرة، ثم ساق تتوسع لتصبح تفاحة الكاجو. داخل الثمرة الحقيقية هي بذرة واحدة، الكاشيو. على الرغم من أن الجوز بالمعنى الطهي، بمعنى النباتية والجوز والكاجو هو البذور. ويحيط البذور بقذيفة مزدوجة تحتوي على راتنج الفينول الحساسية، anacardic حامض، وأنسجة الجلد قوي المرتبطة كيميائيا للنفط يوروشيول الحساسية أكثر من المعروف جيدا الذي هو أيضا مادة سامة موجودة في السم ذات الصلة لبلاب. الكاجو تحميص صحيح يدمر السم، ولكن يجب أن يتم ذلك في الهواء الطلق والدخان (وليس خلافا لذلك من اللبلاب السام حرق) يحتوي على قطرات يوروشيول التي يمكن أن تسبب شديدة، وأحيانا مهددة للحياة، وردود الفعل من قبل الرئتين للغضب. يمكن للأشخاص الذين لديهم حساسية من الكاجو urushiols رد فعل أيضا على المانجو أو الفستق التي هي أيضا في الأسرة Anacardiaceae. بعض الناس لديهم حساسية من الكاجو والجوز، الكاجو ولكن هي أقل frequentallergen من المكسرات أو الفول السوداني.

## طفح اللبلاب السام
طفح اللبلاب السام (بالإنجليزية Poison ivy rash) هو تسمم جلدي يسببه الاحتكاك باوراق أو جذور أو سيقان نبتة اللبلاب السام (poison ivy) أو مثيلاتها، مثل السنديان السام poison oak والسماق السام poison sumac ، والبلوط السام. 50 في المئة من الناس الذين يتعاملون مع هذه النباتات يصابون بالطفح والحكة. ينشأ طفح اللبلاب السام مبدئيا خلال 12 إلى 48 ساعة بعد التعرض للنبتة. وترتبط الوخامة بمقدار الراتنج الذي وصل إلى البشرة. تستمر الأعراض عادة أسبوعا أو أسبوعين، لكنها قد تستمر لفترة أطول عند الأشخاص الأكثر حساسية للبلاب السام.وقد يعاني بعض الأشخاص من الندوب.

## معرض صور

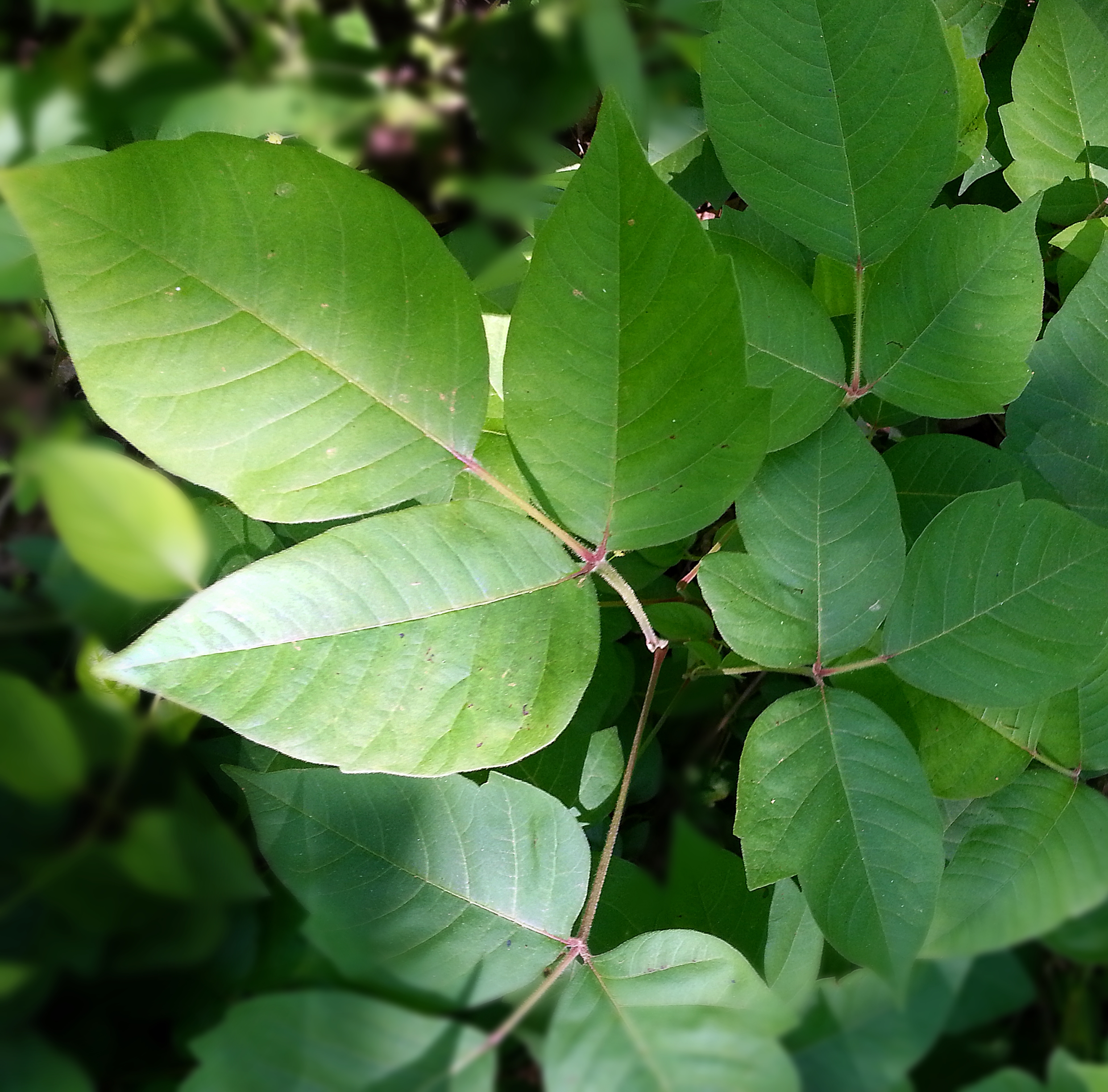
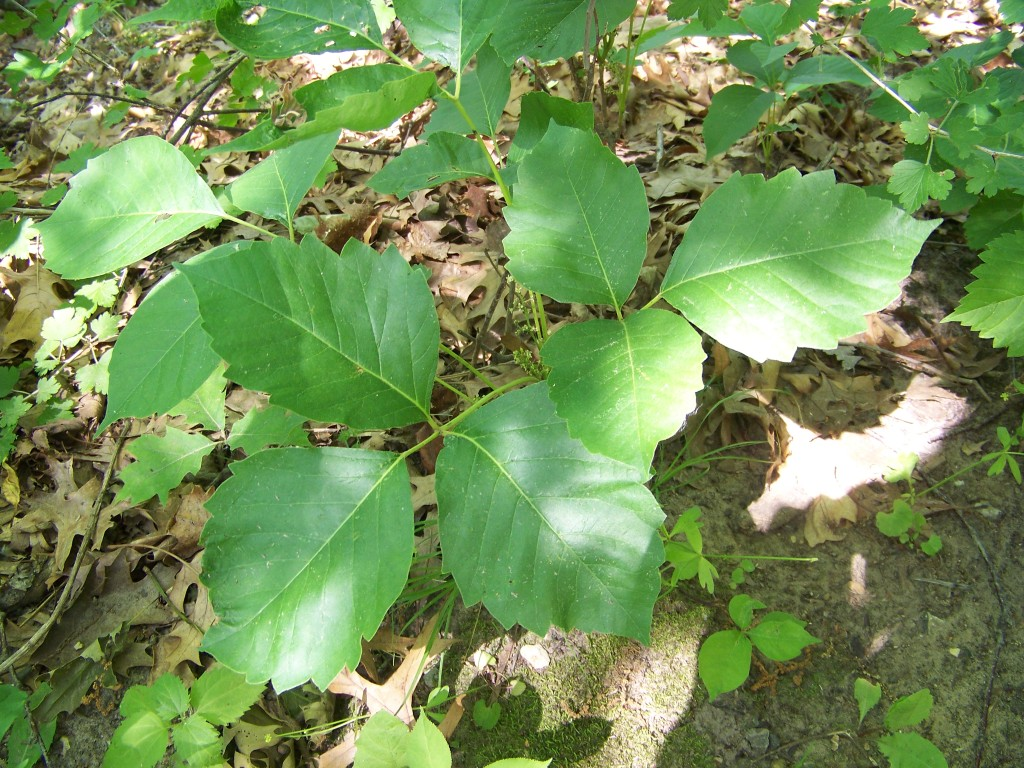
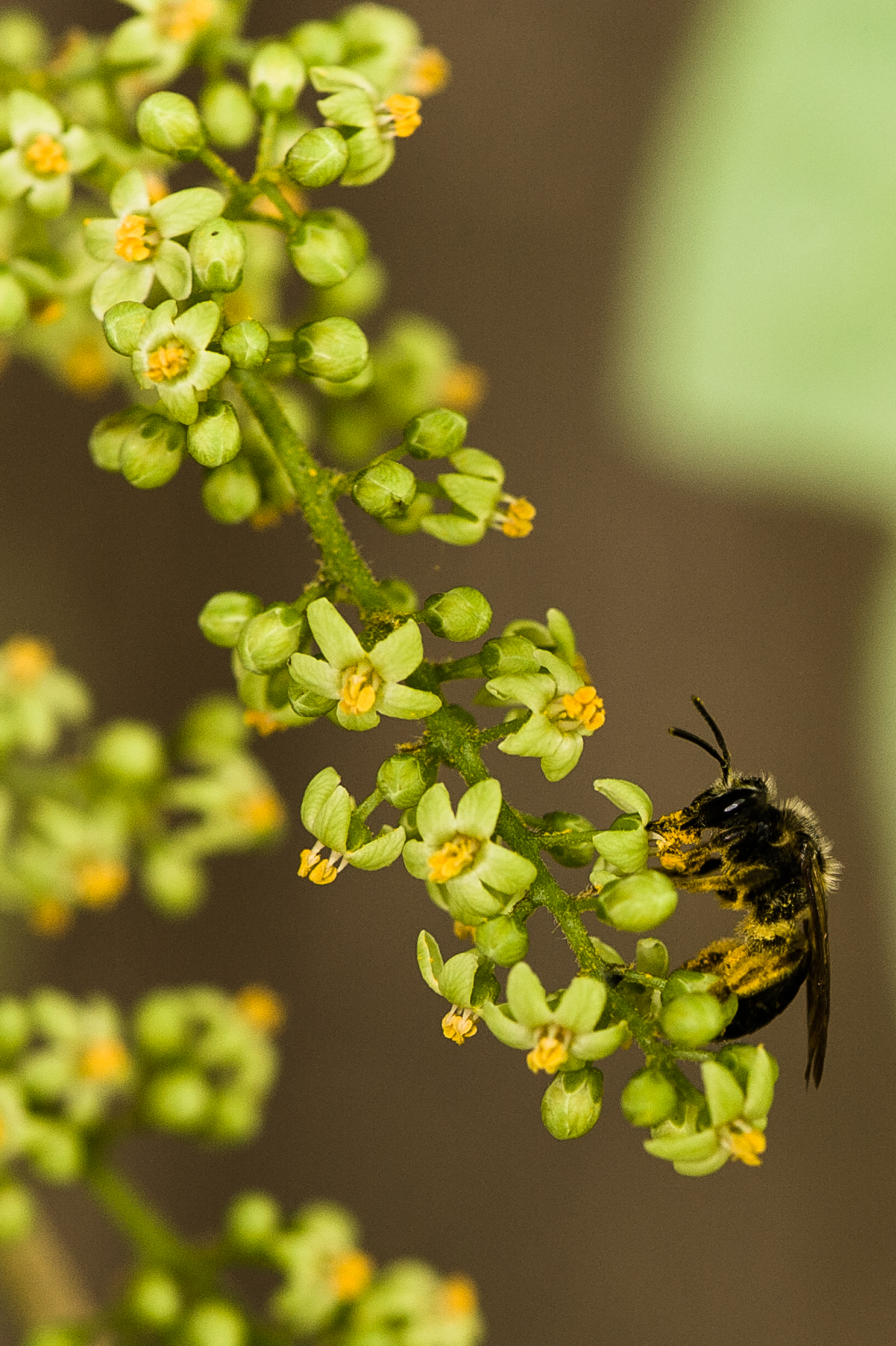
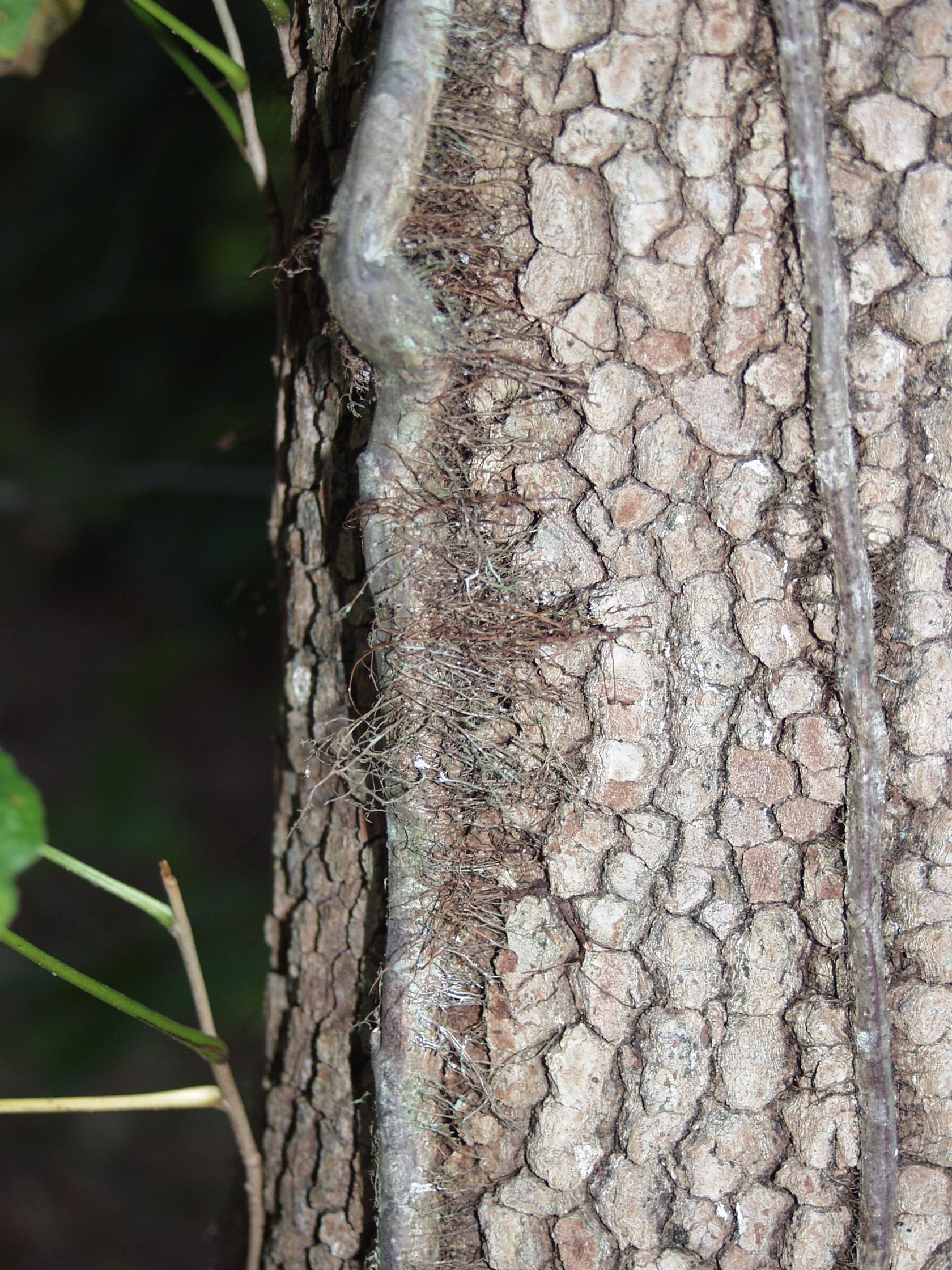
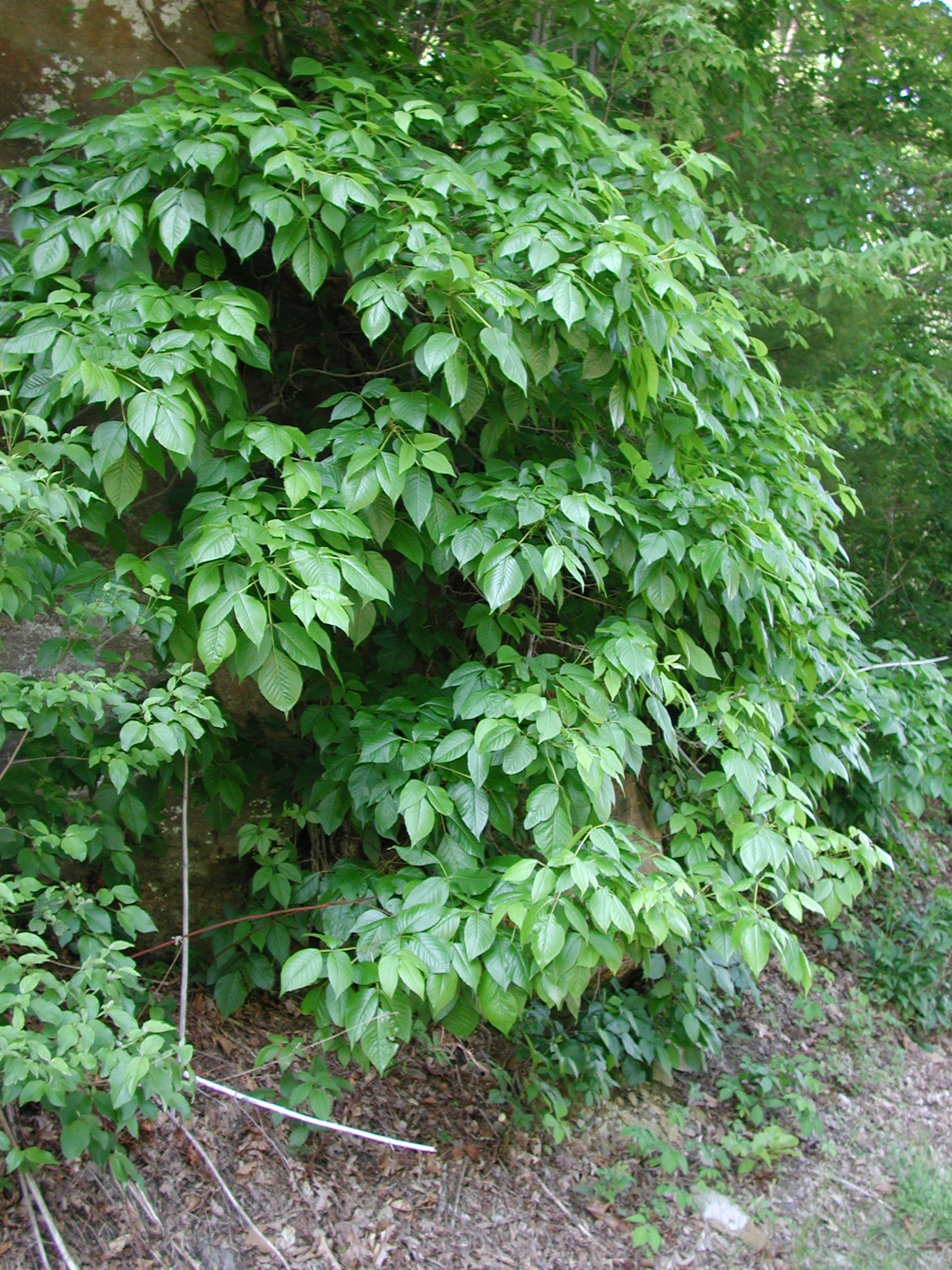